# Capilaritate

Capilaritatea apei în comparație cu cea a mercurului, în fiecare caz considerându-se o suprafață polară, precum cea a sticlei

Capilaritatea este capacitatea unui corp poros sau a unui tub de a atrage un lichid, care apare în situațiile în care forțele de adeziune intermoleculară dintre lichid și solid sunt mai puternice decât forțele de coeziune intermoleculare din interiorul lichidului.
Capilaritatea constituie un ansamblu de fenomene care se produc în tuburile capilare la suprafața unui lichid și care determină ascensiunea acestuia, formarea meniscurilor concave sau convexe etc.
Capilaritatea poate induce o mișcare ascendentă a apei, contrară celei descendente induse de gravitație.
Capilaritatea este un set de fenomene datorate interacțiunilor dintre moleculele de lichid și solid (de exemplu, pereții unui container) pe suprafața lor de separare. Forțele care apar în acest fenomen sunt forța  de coeziune, forța de aderență și tensiunea superficială.
De exemplu, se manifestă pe suprafața lichidului în contact cu un solid, suprafață care poate apărea ascendentă (în cazul apei), deoarece forțele de adeziune între apă și recipientul care o conține sunt mai mari decât forțele de coeziune dintre moleculele de apă, sau descendentă (în cazul mercurului) față de restul suprafeței, deoarece în acest caz forțele de coeziune prevalează în raport cu forțele de adeziune.

## Legături externe
Materiale media legate de Capilaritate la Wikimedia Commons
- „capilaritate” la DEX online